# Банкомат (фильм, 2012)
«Банкомат» (англ. ATM) — американский психологический триллер Дэвида Брукса. Премьера в США состоялась 17 февраля 2012 года.

## Синопсис
Поход в банкомат поздней ночью превратился для трёх сослуживцев в отчаянную борьбу за свои жизни после того, как они попадают в ловушку странного человека в капюшоне.

## Сюжет
Фильм начинается с того, как неизвестный человек рисует какие-то планы под песню Silent Night. Затем он надевает зимнюю куртку с капюшоном и уходит.
На рождественской вечеринке Дэвид (Брайан Герати) предлагает коллеге Эмили (Элис Ив) подвезти её до дома. Неохотно он позволяет своему другу Кори (Джош Пек) присоединиться к ним. Во время поездки Кори просит Дэвида остановиться у ближайшего банкомата. Кори и Дэвид заходят в банкоматный киоск, чтобы снять деньги, и, немного погодя, Эмили приходит к ним.
Собираясь уходить, они замечают фигуру человека в капюшоне, наблюдающего за ними неподалёку на парковке. Пока Кори предлагает возвращаться в машину, Эмили и Дэвид отказываются, считая, что снаружи грабитель. Они напуганы, но понимают, что незнакомец не зайдёт внутрь без банковской карты. Вдруг неподалёку появляется мужчина, выгуливающий свою собаку. Человек в капюшоне молча направляется к нему и убивает случайного свидетеля. Пытаясь позвонить в полицию, запершиеся в банкомате понимают, что оставили мобильные телефоны в машине.
Тем временем человек в капюшоне отключает систему отопления в банкоматном киоске и температура в рождественскую ночь внутри начинает быстро понижаться. Дэвид решает предложить человеку в капюшоне 500 долларов, часы и серьги, но незнакомцу, похоже, они не нужны. Воспользовавшись замешательством, Дэвид бежит к машине, чтобы взять телефон Эмили и позвонить в полицию. Он забирается в машину, хватает телефон и видит, что провода в машине обрезаны. Человек в капюшоне атакует его со стороны пассажирского окна. Дэвид выбирается из машины и бежит обратно в киоск, но, к сожалению, роняет телефон по пути. Эмили пишет помадой «HELP» на стекле киоска.
Когда троица начинает окончательно замерзать, на парковку въезжает сотрудник охранной организации для проверки банкомата. Он замечает надпись на стекле и постепенно подходит к банкомату. Человек в капюшоне подбирается к охраннику со спины и забивает насмерть, оставляя замерзающую троицу без всякой надежды.
Через некоторое время некто в похожей зимней куртке заходит в банкомат; Кори и Дэвид от неожиданности набрасываются на него и душат. Позже они понимают, что убили невиновного человека, который просто шёл на работу, а в банкомат зашёл, чтобы снять немного наличности. Раздражённый Кори решается на отчаянный поступок и выбегает из киоска, но попадает в ловушку и падает на асфальт. Человек в капюшоне медленно подходит к Кори и втыкает ему в живот отвёртку.
После пары часов в киоске, замёрзшие Дэвид и Эмили видят, что Кори шевелится, и понимают, что он ещё жив. Выбрав момент, они выбегают наружу, хватают Кори и бегут обратно в киоск. Пока Дэвид и Эмили пытаются остановить кровь, человек в капюшоне подпирает единственный выход из киоска автомобилем и пытается залить банкомат холодной водой. Киоск быстро заполняется водой, и Кори вскоре умирает от гипотермии и потери крови.
По колено в воде, Дэвид и Эмили замечают на потолке пожарную сигнализацию. Набрав в мусорное ведро рекламных буклетов, они поджигают их. На плечах Дэвида Эмили удаётся поднести пламя из ведра к сигнализации, от чего она срабатывает, но Дэвид случайно поскальзывается и роняет девушку. Неудачно ударившись головой при падении, Эмили умирает.
Отчаявшийся и разозлённый Дэвид делает из бутылки с алкоголем с вечеринки коктейль Молотова и бросает его в убийцу в капюшоне, который тем временем устроился на стульчике и наблюдает за происходящим в киоске, но загоревшееся тело оказывается трупом убитого охранника. Прибывает полиция и пожарные, которые видят Дэвида.
Полиция арестовывает Дэвида и сажает в машину. Когда Дэвида увозят, он через окно пытается найти в толпе собравшихся зевак убийцу, но видит лишь, что часть людей одеты в похожие зимние куртки. Полиция находит видеокассету с записью с камеры банкомата; становится очевидно, что убийца спланировал всё так, чтобы не попадаться в поле зрения камеры, и складывается впечатление, что за всем произошедшим стоит Дэвид.
В финале человек в капюшоне, всё ещё неизвестный, возвращается в своё убежище и садится за рабочий стол, чтобы спланировать новое убийство.

## В ролях
- Элис Ив — Эмили
- Джош Пек — Кори
- Брайан Герати — Дэвид
- Аарон Хьюз — полицейский
- Уилл Войтович — Сарджент
- Омар Кхан — Кристиан
- Глен Томпсон — Гарольд

## Прокат
Премьера в Сингапуре состоялась 29 марта 2012 года, в России — 3 мая 2012 года, в Португалии — 9 августа 2012 года.